# 应立人
应立人（英語：Nelson Ying；1942年—），美国实业家、慈善家、佛教居士。任美国大中集团董事长兼主席。

## 生平
祖籍浙江镇海县。1942年生于中国上海。父应行久（James Ying，1915—2001），母应金玉堂。父应行久于1947年远赴美国经商。1950年，应立人随母亲赴香港，在台湾念小学。后移居美国与父亲团聚。少年时倾心物理学。1964年，毕业于纽约科技大学（今纽约大学理工学院）物理系，获得物理学博士学位。毕业后入美国陆军的物理研究所，从事高能物理粒子研究。后由物理学界转入商界。
2001年，任美国大中集团董事长、主席。在美国创办“应立人博士联合慈善基金会中心”，并发起“应氏七郡青少年科技竞赛”和“应氏桔郡科技竞赛”（即美国当地广受歡迎的Dr. Ying Competition （页面存档备份，存于）和Dr. Nelson Ying Orange County Science Exposition （页面存档备份，存于））。曾捐资约两千万元人民币资助中国大陆教育事业。捐建“立人中学”。捐资资助佛罗里达大学生物学研究。信仰汉传佛教，任美东佛教研究总会会长，是“佛法西渐”的现代代表华人。曾任美中国际贸易促进会会长。

## 荣誉
- 2006年9月，获授宁波市“荣誉市民” [8]
- 2007年10月，获授浙江省“爱乡楷模” [9]
- 2014年11月，第29屆國際慈善日美国慈善终生成就奖[10]